# Quatre motets pour un temps de pénitence
Quatre motets pour un temps de pénitence (Quatre motets per a un temps de penitència), FP 97, són quatre motets sacres composts per Francis Poulenc entre 1938 i 1939. Els va escriure sobre textos llatins per a la penitència, partitures per a quatre veus no acompanyades.

## Estructura i textos
Els quatre motets són:
1. Timor et tremor
2. Vinea mea electa
3. Tenebrae factae sunt
4. Tristis est anima mea

El text del primer motet, Timor et tremor (Temor i tremolor), combina els versos dels salms 54 i 30, que Orlande de Lassus també havia compost com a motet. Els altres tres motets es basen en tres responsoris de la Setmana Santa⁣: Vinea mea electa (Vinya que m'estimava com a meva), un responsori per a les matinals de Divendres Sant, Tenebrae factae sunt (La foscor va caure sobre la Terra), un responsori per a les matinades del Dissabte Sant, i Tristis est anima mea (Trista és la meva ànima), un responsori de les matines del Dijous Sant.
La representació de l'obra té una durada aproximada de 13 minuts.

## Història
Poulenc va tornar a la música sacra per primera vegada l'any 1937 quan va compondre la Missa brevis Messe en sol majeur (Missa en sol). Després va escriure els quatre motets, en diferents moments. Va escriure Timor et tremor l'últim, a Noizay el gener de 1939, i el va dedicar a l'Abbé Maillet. Hi va compondre Vinea mea electa el desembre de 1938 i el va dedicar a Yvonne Gouverné. Tenebrae factae sunt va ser el primer dels quatre motets, escrits a Noizay al juliol, dedicats a Nadia Boulanger. Poulenc va compondre Tristis est anima mea a París el novembre de 1938 i el va dedicar a Ernest Bourmauck. Els motets estan escrits per a un cor mixt a capella, de vegades encara més dividit.
La primera actuació va ser cantada el febrer de 1939, probablement a París, per Les Petits Chanteurs à la Croix de Bois, repetida en diverses esglésies de París durant la Setmana Santa, segons una ressenya de Claude Chamfray.
A Catalunya es va estrenar el 16 de desembre de 1990 al Palau de la Música de Barcelona interpretat per l'Orfeó Català.